# Eonycteris spelaea
Il pipistrello mattutino (Eonycteris spelaea  Dobson, 1871) è un pipistrello appartenente alla famiglia degli Pteropodidi, diffuso nell'Ecozona orientale.

## Descrizione

### Dimensioni
È un pipistrello di medie dimensioni con la lunghezza della testa e del corpo tra 121 e 145 mm, la lunghezza dell'avambraccio tra 67 e 80 mm, la lunghezza della coda tra 12 e 20 mm e un peso fino a 90 g.

### Aspetto
La pelliccia è corta e vellutata. Il colore del dorso e della testa è marrone scuro, mentre le parti ventrali sono bruno-grigiastre chiare. La gola e i lati del collo sono marroni chiari, in contrasto con il colore del petto. Il muso è sottile ed allungato, gli occhi sono grandi. Le orecchie sono lunghe ed ovali. La tibia è dorsalmente priva di peli. Sono presenti due ghiandole allungate nella regione anale. Le ali sono attaccate posteriormente alla base del primo dito del piede. La coda è corta, mentre l'uropatagio è ridotto ad una sottile membrana lungo la parte interna degli arti inferiori. I maschi sono più grandi delle femmine e presentano un collare più distinto.

## Biologia

### Comportamento
Si rifugia all'interno di grotte dove forma grandi colonie fino a qualche migliaio di individui. È stata osservata anche sotto i tetti di alcuni edifici in India e Birmania. Si sposta anche di diverse decine di chilometri per raggiungere i luoghi dove nutrirsi.

### Alimentazione
Si nutre di nettare e polline di specie di Bombax, Kapok, Abaca, Banane selvatiche, Durian, Barringtonia, Parkia, Artocarpus, Eugenia malaccensis, Duabanga grandiflora, Sonneratia, Avicennia. È considerato un importante impollinatore del Durian.

### Riproduzione
In India e nelle Filippine non è presente una stagione riproduttiva, osservata invece negli individui della Penisola Malese. Le femmine danno alla luce almeno due piccoli una volta l'anno dopo una gestazione di circa sei mesi. Vengono svezzati dopo 5-8 settimane e diventano sessualmente riproduttivi a 6 mesi di età. L'aspettativa di vita è di circa 5 anni.

## Distribuzione e habitat
Questa Specie è diffusa in India, Cina, Indocina, Indonesia e Filippine.
Vive nelle aree agricole e nelle foreste secondarie fino a 1.100 metri di altitudine. 

## Tassonomia
Sono state riconosciute 4 sottospecie:
- E.s. spelaea: Stati indiani dell'Andra Pradesh, Sikkim, Manipur, Assam, Karnataka, Meghalaya, Mizoram, Nagaland, Tamil Nadu e Uttarakhand; Bhutan, Birmania, province cinesi del Guangxi meridionale, Yunnan meridionale, isola di Hainan; Laos, Vietnam, Cambogia, Thailandia, isole lungo le coste della Thailandia: Koh Samui; Penisola Malese, isole lungo la costa della Penisola Malese: Tioman, Penang, Langkawi, Isole Perhentian, Pulau Redang[4]; Isole Andamane: Andaman Settentrionale, Baratang, Webi, Rutland, Andaman Meridionale[5]; Sumatra, Sipora, Giava, Madura, Bali, Nusa Penida;
- E.s. glandifera (Lawrence, 1939): Filippine: Bantayan, Biliran, Bohol, Carabao, Catanduanes, Cebu, Dinagat, Leyte, Lubang, Luzon, Marinduque, Maripipi, Masbate, Mindanao, Mindoro, Negros, Palawan, Panay, Polillo, Sabtang, Sanga-sanga, Siargao, Sibuyan, Siquijor, Tablas; Piccole Isole della Sonda: Lombok, Sumbawa, Sumba, Timor, Flores, Adonara, Rinca, Lembata, Pantar, Alor;
- E.s. rosenbergii (Jentink, 1889): Sulawesi, Muna; Isole Sula: Sanana; Halmahera, Bacan, Ternate, Tidore, Moti;
- E.s. winnyae (Maharadatunkamsi & Kitchener, 1997): Borneo, isole lungo la costa settentrionale del Borneo: Moellangen, Banggi.

## Conservazione
La IUCN Red List, considerato il vasto Areale, la popolazione numerosa, l'adattamento ad ogni modifica e degrado del proprio habitat e la presenza in diverse aree protette, classifica E.spelaea come specie a rischio minimo (Least Concern)).